# Grube Zwischenfeld

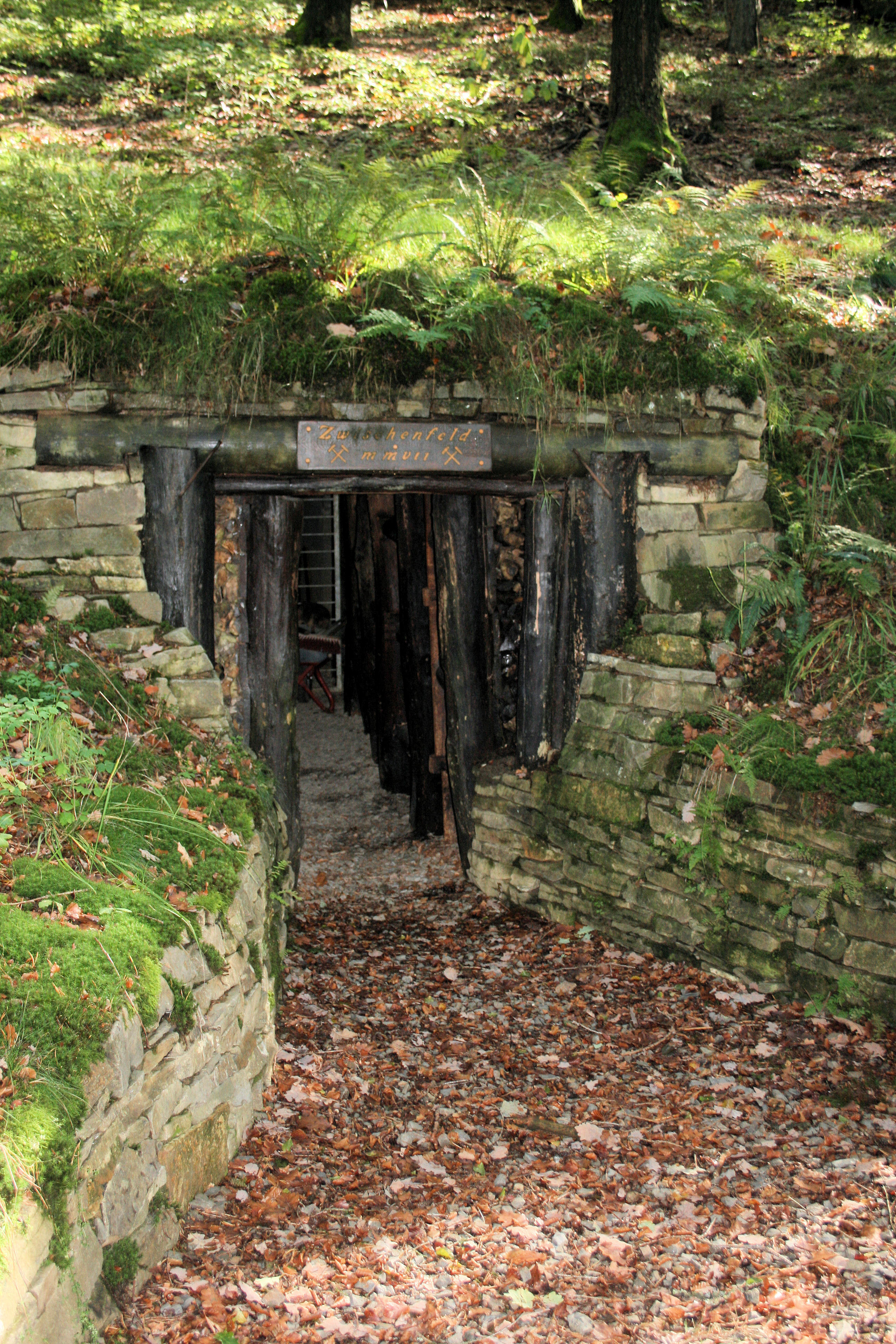
Der Stollenmund

Die Grube Zwischenfeld war ein Eisenerzbergwerk am Eisenberg bei Windeck-Öttershagen. Der Stollen wurde im 18. Jahrhundert 34,3 m weit in den Berg getrieben, bis der Erzgang vertaubte. Hierbei wurde teilweise auch Sprengstoff benutzt. In den 1860er-Jahren wurde der Stollenmund durch Sprengung verschlossen.
Das rekonstruierte Stollenmundloch mit Deutschem Türstock ist Teil des Bergbauwanderweges an der Grube Silberhardt.